# Grube Worthlah-Ohlendorf
Die Grube Worthlah-Ohlendorf ist ein ehemaliges Eisenerzbergwerk im Peine-Salzgitter-Revier. Das Bergwerk lag in den Gemarkungen Salzgitter-Flachstöckheim und Salzgitter-Ohlendorf. Das Erzlager wurde zwischen 1920 und 1923 durch Anton Raky mit Probebohrungen entdeckt. Erste Schachtarbeiten begannen 1936, und Ende 1939 wurde die Förderung aufgenommen. Die Grube wurde am 1. Mai 1966 wegen Absatzmangels stillgelegt.

## Geologie
Der Flachstöckheimer Sattel liegt etwa fünf Kilometer östlich des Salzgitter-Höhenzuges und reicht im Norden bis Flachstöckheim und im Süden bis Ohlendorf. Der Sattel ist völlig eingeebnet, bei seinem Kern handelt es sich um einen Salzdom, dessen Salzspiegel etwa 80 Meter unter der Oberfläche liegt.
Die Eisenerzlagerstätte liegt an der Ostflanke dieses Flachstöckheimer Salzstocks und erstreckt sich von hier 5–6 km weit nach Osten bis zum Oderwald. Die bis zu 1000 m tiefe Lagerstätte hatte an der Flanke des Salzstocks ein steiles bis überkipptes Einfallen, zur Tiefe hin verflachte das Lager. Das Liegende der Lagerstätte wurde von Lias- und Dogger-Tonen gebildet. Das Eisenerzlager wurde zur Neokomzeit durch Ablagerungen im küstennahen Bereich gebildet.
Da der Vorgang der Sedimentation sich hier mehrfach wiederholt hatte, bestand das Lager aus einzelnen Partien, die durch mächtige Tonschichten getrennt waren und separat abgebaut werden mussten. Die oberste Partie war das Rote Lager mit einer Mächtigkeit von 9 bis 11 Metern. Nach unten folgten das Rotbraune Lager (4–6 m mächtig), das Braune Lager (4–9 m mächtig) und das Schwarze Lager (2,5–4,5 m mächtig). Überwiegend handelte es sich um oolothisches (Unterkreide-)Eisenerz, dessen Fe-Gehalt zwischen 30  % und 33  % lag, der Kieselsäureanteil betrug 22–25  %. Die weiteren Ergebnisse der chemischen Analysen ergaben 4,1–4,5  % CaO, 1,5  % MgO, 9,9  % Al2O3, 0,4  % P und 0,11  % V. Das Erz war wegen seiner Festigkeit und seines hohen Salzgehaltes von 18 bis 19 kg Salz pro Tonne Erz nasstechnisch schwierig aufzubereiten.

## Geschichte bis Mitte 1937
Die Lagerstätte tritt, im Gegensatz zu den meisten anderen Erzlagern am Salzgitter-Höhenzug, nicht zutage und wurde daher erst relativ spät entdeckt. 1920 hatte die August-Thyssen-Hütte dem Bohrunternehmer Anton Raky den Auftrag erteilt, Versuchsbohrungen an der Ostflanke des Flachstöckheimer Salzstocks und im Bereich des Oderwaldes durchzuführen. Aufgrund der positiven Ergebnisse dieser Probebohrungen wurden mehrere Erzfelder an die Gewerkschaft Widukind und an die August-Thyssen-Hütte verliehen. 1927 übernahmen die Vereinigten Stahlwerke (VESTAG) die Mehrheit an der Gewerkschaft Widukind.
Infolge der Verknappung des Eisenerzes durch den Verlust der elsass-lothringischen Erze entstanden in diesem Jahr erstmals Pläne, die salzgitterschen Erze zu nutzen und in der Nähe der Erzlager ein Hüttenwerk zu errichten. Nach dem Ende der Weltwirtschaftskrise wurde dieses Vorhaben aber zunächst nicht weiterverfolgt. Erst als infolge des 1936 von der nationalsozialistischen Regierung beschlossenen ersten Vierjahresplanes die Forderung nach verstärkter Unabhängigkeit stärker wurde, nahmen die VESTAG die Suche nach Eisenerzvorkommen wieder auf. Im gleichen Jahr wurde auf dem Gelände der ehemaligen Kaligrube Friedrichroda bei Flachstöckheim mit den Teufarbeiten für einen Schacht begonnen. Diese Arbeiten mussten bei 104 Metern Teufe wegen starker Wasserzuflüsse abgebrochen werden.
Daraufhin wurde ein neuer Ansatzpunkt 400 m östlich des ersten Versuches gewählt und hier ein neuer Schacht abgeteuft. Bis zur Übernahme durch die Reichswerke Hermann Göring im Oktober 1937 hatten die Arbeiten eine Teufe von 100 m erreicht.

## 1937 bis 1945

### Planungsphase

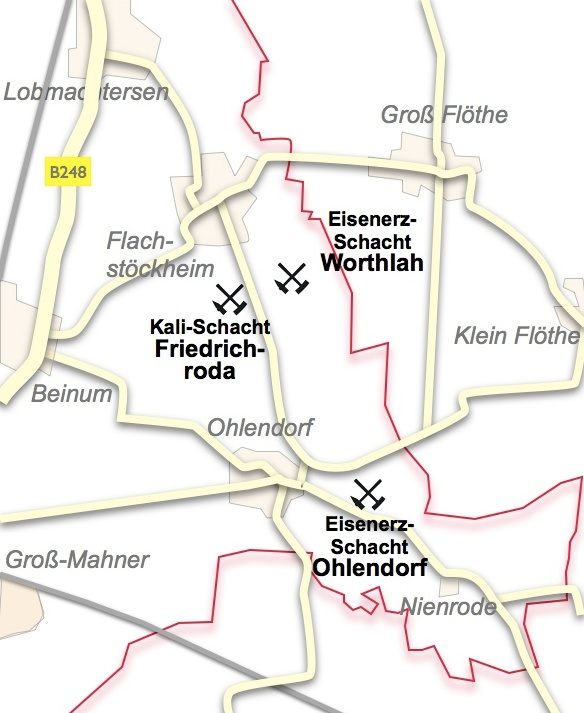
Karte der Schachtanlagen Friedrichroda (Kali) und Worthlah-Ohlendorf (Eisenerz)

Am 23. Juli 1937 trat die Verordnung über den Zusammenschluss von Bergwerksanlagen in Kraft. Im gesamten Salzgitter-Gebiet übernahmen danach die Reichswerke Hermann Göring zum 1. Oktober 1937 die Bergwerksaktivitäten der Vorbesitzer. Nach weiteren Versuchsbohrungen und Mutungen im Bereich von Flachstöckheim, Ohlendorf und Klein-Flöthe in den Jahren 1938/39 besaßen die Reichswerke hier 18 Grubenfelder mit einer Gesamtfläche von 37,5 Millionen m2.
Die ersten Planungen für das Erzbergwerk sahen vor, dieses zu einer Großanlage mit drei großen Tagesschächten auszubauen. Neben dem bereits begonnenen Schacht Worthlah sollte ein weiterer Schacht bei Ohlendorf und ein dritter 600 m nordöstlich von Nienrode niedergebracht werden. Von Schacht Worthlah aus sollte der erste Aufschluss der Lagerstätte erfolgen. Die beiden anderen Schächte sollten als Hauptförder- und Seilfahrtsschacht ausgebaut werden und Worthlah danach nur noch als Wetterschacht genutzt werden. Als Belegschaft waren 3500 Mann vorgesehen, die eine Tagesfördermenge von 14.000 Tonnen erbringen sollten. Der Ausbruch des Zweiten Weltkriegs verhinderte die Umsetzung der Planungen in diesem Umfang – der Bau des Schachtes Nienrode wurde zunächst zurückgestellt und nach 1945 ganz aufgegeben.

### Aufschluss der Lagerstätte

#### Schacht Worthlah
Im Oktober 1937 wurden die Abteufarbeiten am von der VESTAG übernommenen Schacht Worthlah fortgesetzt. Da man möglichst bald mit der Erzförderung beginnen wollte, wurde auf eine Erweiterung des Schachtdurchmessers verzichtet und man beließ es beim lichten Durchmesser von nur vier Metern. Bei einer Teufe von 200 Metern wurde eine erste Sohle zur Erkundung des Erzlagers angesetzt und in westlicher Richtung, d. h. zum alten Kalischacht Friedrichroda hin, aufgefahren. Der Querschlag wurde aber nicht durchschlägig zum Kalischacht, da man Laugeneinbrüche vom Salzstock befürchtete.
Anfang 1939 musste der bisherige hölzerne Abteufturm durch ein stählernes Fördergerüst ersetzt werden, da das Holzgerüst für Arbeiten in größerer Teufe zu schwach war. Nach Fortsetzung der Schachtarbeiten erreichte man 1939 das Erzlager bei einer Teufe von 675 Metern, die vorgesehene Endteufe von 779 Metern wurde im Dezember 1939 erreicht. Bei 750 Metern setzte man die 6. Sohle an, die später zur Hauptfördersohle wurde. Weitere Sohlen hatte man bei 200, 324, 444, 544 und 633 Metern ausgesetzt. Zum Zeitpunkt des Abschlusses der Teufarbeiten waren nach eineinhalbjähriger Bauzeit auch die Tagesanlagen fertiggestellt worden, hierzu zählten Verladeeinrichtungen und ein Gleisanschluss zur Nassaufbereitung bei Salzgitter-Calbecht. Die Erzförderung konnte noch im Jahr 1939 aufgenommen werden.

#### Schacht Ohlendorf

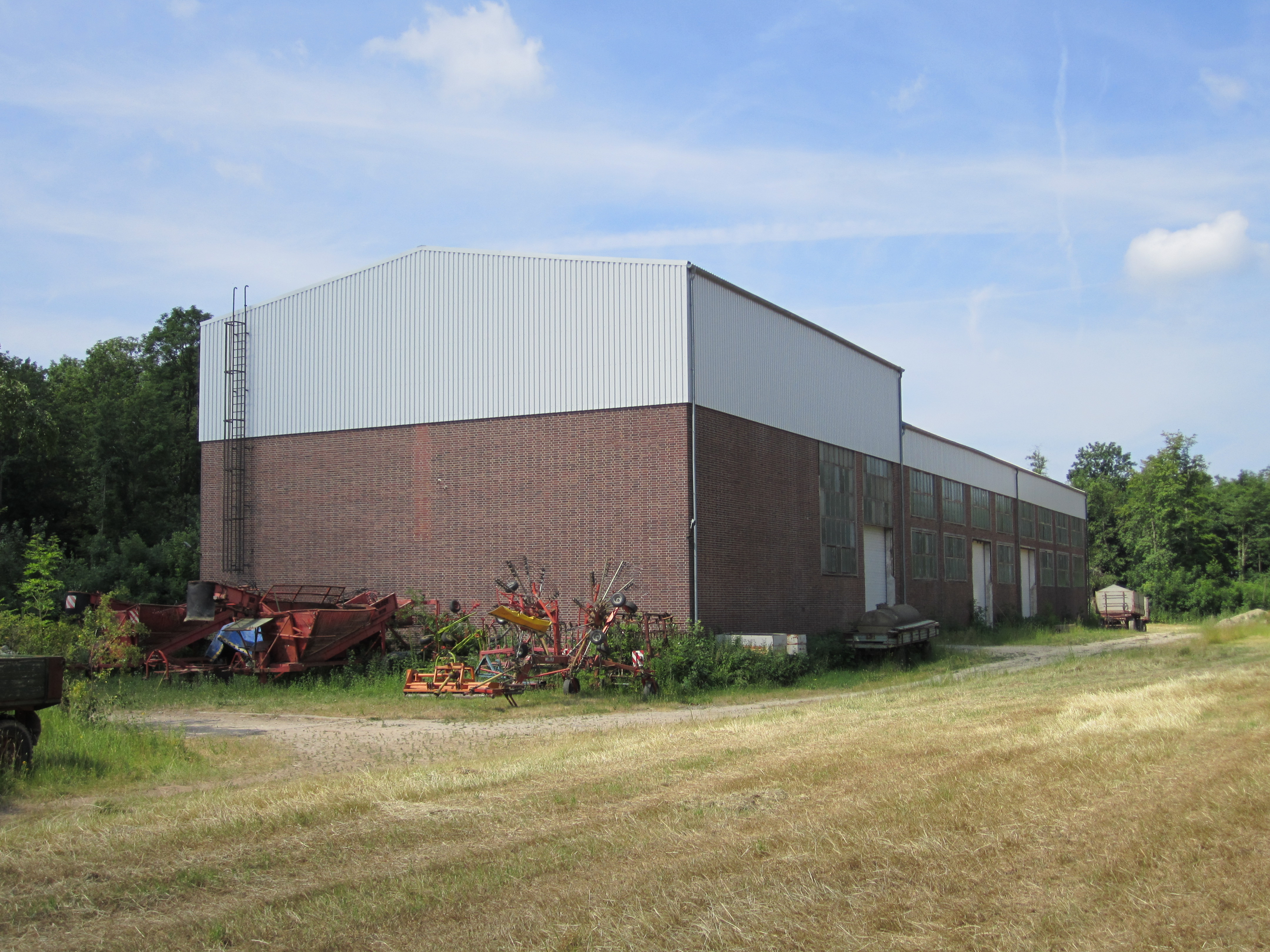
Fördermaschinenhaus des Schachtes Ohlendorf

Im April 1940 wurden die Abteufarbeiten für den Schacht Ohlendorf begonnen. Dieser lag etwa zwei Kilometer südlich des Schachtes Worthlah und östlich von Ohlendorf in einem Bereich, in dem kein abbauwürdiges Erz vorlag. Nach nur sechs Monaten hatte man schon eine Teufe von 740 Metern erreicht. Wegen erheblicher Salzwasserzuflüsse in diesem Bereich mussten die Arbeiten dann aber vorübergehend eingestellt werden. Zur Reduzierung der Zuflüsse wurde die Schachtwand in diesem Bereich zementiert, während der übrige Bereich mit Ziegelsteinen ausgemauert war. Am 11. November 1941 war bei 967,8 Metern die Endteufe erreicht, zuvor war man bei einer Teufe von 885 Metern auf das Erzlager gestoßen. Die 6. bis 8. Sohle wurden bei 764, 833 und 927 Metern angelegt. Im Juli 1941 wurde die 6. Sohle mit Schacht Worthlah durchschlägig. Die 5. Sohle wurde noch im gleichen Jahr aufgefahren, 1943 dann die 4. Sohle, die Sohlenverbindungen zwischen Worthlah und Ohlendorf wurden im Gegenortverfahren aufgefahren. Die 1. bis 3. Sohle (oberhalb von 444 Metern) wurden nicht aufgefahren, da die Bergbehörde dies wegen der in diesem Bereich steilen und überkippten Lagerstättenverhältnisse und der Nähe zum Salzstock untersagt hatte.

### Betrieb 1939 bis 1945
Nach der Fertigstellung von Schacht Worthlah war die Förderung Ende des Jahres 1939 aufgenommen worden. Zu diesem Zeitpunkt waren bereits 186 Bergleute angelegt. Wurden 1940 nur 23.000 Tonnen Erz gefördert, war die Fördermenge 1942 bereits auf 126.000 Tonnen gestiegen und erreichte 1943 bei einer Belegschaft von 393 Mann mit 193.000 Tonnen die vorläufige Höchstmenge. In den beiden folgenden Jahren war kriegsbedingt keine Steigerung möglich.
Der Abbau zwischen der 5. und 6. Sohle wurde in der Nähe des Salzstocks aus Sicherheitsgründen mit Bergeversatz geführt. Das mit 40 Grad steile und nur 2–2,5 m mächtige Lager wurde bis zu einer Bauhöhe von 200 Metern abgebaut, die Berge für den Versatz wurden über die 5. Sohle eingebracht. Ab 1944 wurde im etwa 1300 m südlich von Worthlah gelegenen Rotbraunen Lager als Abbauverfahren der kostengünstigere Weitungsbruchbau mit streichendem Verhieb angewandt, dieses Verfahren wurde anschließend auch im Roten Lager nördlich des Worthlah-Schachtes oberhalb der 6. Sohle eingesetzt.
Zur Unterbringung der Arbeiter begannen die Reichswerke 1937, im ganzen Salzgitter-Gebiet Wohnlager zu errichten, die stets in der Nähe der Arbeitsstätten gelegen waren. Für die Schachtanlage Worthlah-Ohlendorf wurde von Oktober 1940 bis Januar 1941 das Lager 29 gebaut. Es lag in der Nähe der Ortschaft Ohlendorf und bestand aus vier Mannschafts- und weiteren Funktionsbaracken. Ab Ende 1943 wurde dieses Lager auch als Kriegsgefangenenlager, hauptsächlich für britische Kriegsgefangene, genutzt, die zur Arbeit auf der Grube eingesetzt wurden. Das Lager wurde kurz nach Kriegsende aufgelöst.
Kurz vor Ende des Zweiten Weltkriegs wurden am 3. April 1945 bei einem Bombenangriff auf das Gelände von Schacht Ohlendorf einige der Tagesanlagen beschädigt. Wenige Tage später marschierten amerikanische Truppen in Salzgitter ein. Der Betrieb der Grube wurde daraufhin eingestellt.

## Betrieb ab 1946
Im Frühjahr 1946 wurden die beschädigten Tagesanlagen des Schachtes Ohlendorf wiederhergestellt und das Grubengebäude gesümpft, der Grubenbetrieb wurde im August 1946 wieder aufgenommen. Zu dieser Zeit waren 142 Bergleute angelegt, diese Zahl stieg in den ersten Jahren nach Kriegsende nur allmählich an. 1950 waren erst 255 Bergleute beschäftigt und die Förderung hatte in diesem Jahr mit 184.000 Tonnen in etwa das Vorkriegsniveau erreicht. Grund war die stagnierende Nachfrage insbesondere nach Salzgitter-Erzen, die erst wieder anstieg, als 1950 nach der Einstellung der Demontagearbeiten im Salzgitter-Hüttenwerk die dortige Produktion wieder aufgenommen wurde. 1952 wurde auf der Grube erstmals mehr als 400.000 Tonnen Roherz gefördert, die höchste Jahresfördermenge wurde 1958 mit 743.897 Tonnen erreicht. Im Jahr zuvor gab es mit 552 Mann den höchsten Belegschaftsstand in der Geschichte der Grube.
Der Wasserzufluss zur Grube hatte 1952 mit rund 200.000 m3 – das waren etwa 0,4 m3 pro Minute – den höchsten Stand erreicht. Problematisch war der Salzgehalt, der wegen der Nähe zum Salzstock mit 95–115 g/Liter sehr hoch war. Zur Entsorgung dieser Wässer hatte man 1950 begonnen, von über Tage Bohrungen in ein Grundwasserstockwerk niederzubringen, das wegen seiner Nähe zum Salzstock bereits versalzen war. In diese sogenannten Schluckbrunnen, die bis zu einer Tiefe von 60 m reichten, leitete man dann die Grubenwässer ein. Im Laufe der Betriebszeit wurden nacheinander sechs solcher Schluckbrunnen angelegt und betrieben.
Ende 1949 wurde in Worthlah der querschlägige Weitungsbau begonnen. Anfang der 1950er Jahre sollten auch die 7. und 8. Sohle aufgefahren werden. Da der Schacht Worthlah mit seiner Endteufe von 779 Metern nur bis zur 6. Sohle reichte, wurde 1953/54 etwa 140 m östlich von Worthlah von der 6. zur 8. Sohle ein Gesenk niedergebracht, dieses war am 26. April 1954 betriebsbereit. Von diesem Gesenk aus wurden ab 1956 die Richtstrecken auf der 7. Sohle in 835 m Teufe und 8. Sohle in 927 m Teufe – zum Teil im Gegenortbetrieb – aufgefahren und 1958 erreichte der Abbau die 8. Tiefbausohle.
Von der Konzeption her war der Schacht Ohlendorf als Großschacht angelegt worden, kriegsbedingt war der Ausbau jedoch zurückgestellt worden und der Schacht wurde vorerst nur als Wetterschacht genutzt. 1952 wurden die ursprünglichen Pläne wieder aufgenommen und man begann, Schacht Ohlendorf zum Förder- und Seilfahrtschacht auszubauen. Zur Unterbringung der Bergleute wurde neben dem Schachtgelände eine Bergmannssiedlung gebaut. Die Tagesanlagen wurden um einen Gleisanschluss, Erzbunker und Verladeeinrichtungen erweitert. 1960 wurden die Hauptseilfahrt und Erzförderung auf den Schacht Ohlendorf verlegt. Schacht Worthlah wurde aber noch bis 1962 zur Seilfahrt und darüber hinaus als Wetterschacht genutzt.

## Stilllegung
Ab Herbst 1961 wirkte sich die Absatzkrise für deutsche Eisenerze auf den Absatz der Salzgitter-Gruben aus. Waren im Jahr 1960 noch 649.000 Tonnen Erz gefördert worden, so musste zwei Jahre später die Förderung bereits auf 445.000 Tonnen reduziert werden. Parallel dazu wurde die Belegschaft innerhalb eines Jahres von 496 Mann im Jahr 1961 auf 260 Mann im Jahr 1962 verringert. Es gelang der Betriebsführung aber, größere Entlassungen zu vermeiden, da die meisten Bergleute auf andere Gruben, insbesondere nach Haverlahwiese und Konrad, umgesetzt werden konnten.
Als erste der Salzgitter-Gruben wurde im Februar 1965 die Grube Georg bei Gitter stillgelegt. Als im gleichen Jahr auch Pläne zur Schließung von Worthlah-Ohlendorf bekannt wurden, versammelte sich die Belegschaft am 28. April 1965 zu einer Protestkundgebung. Die Stilllegung konnte zunächst noch abgewendet werden, aber Förderung und Belegschaft wurden im gleichen Jahr um etwa ein Drittel reduziert. Der Betrieb konnte aber nicht lange weitergeführt werden. Zum 1. Februar 1966 wurde die Schachtanlage Worthlah stillgelegt und zum 1. Mai 1966 wurde mit der Schachtanlage Ohlendorf die gesamte Grube geschlossen. Nach Abschluss der Rückgewinnungs- und Ausraubarbeiten wurde die Grube aufgegeben und man ließ diese absaufen. Die Schachthallen und Fördergerüste wurden Anfang 1969 abgerissen, die übrigen Tagesanlagen wurden in der Folgezeit von verschiedenen Gewerbebetrieben übernommen.
Seit Aufnahme der Förderung Ende 1939 auf Worthlah waren in der Grube 9,01 Millionen Tonnen Roherz gefördert worden. Während der Betriebszeit verunglückten zwischen 1947 und 1965 zwölf Bergleute tödlich.